# Delta Goodrem
Delta Lea Goodrem (Sydney, 9 de novembre de 1984) és una cantant, pianista, compositora i actriu australiana.
Coneguda per tocar el piano descalça, ha esdevingut una de les cantants australianes amb més discos venuts. Els seus dos CD's, Innocent Eyes i Mistaken Identity, van ser números un a les llistes de vendes australianes i discos de platí diverses vegades. Set senzills seus han estat al capdavant de les llistes al seu país natal i a mitjans del 2005 es va embarcar en la seva primera gira, anomenada The Visualise Tour, que va recórrer Austràlia. El 2003, quan tenia 18 anys, li van diagnosticar un limfoma de Hodgkins, una forma de càncer. Des de llavors, ha experimentat una recuperació completa.

## Biografia
Delta Goodrem va començar a tocar el piano clàssic a l'edat de 8 anys, per això les seves cançons tenen una notable influència d'aquest instrument. Va participar en diversos anuncis publicitaris i com a convidada en una sèrie anomenada Police Rescue als 12 anys.
Quan tenia 13 anys, va gravar una maqueta amb cinc cançons seves, finançada per les seves participacions en televisió, i la va enviar a l'equip de futbol americà Sydney Swans, del qual n'era aficionada. Als jugadors els va agradar i van decidir passar la cinta al productor musical Glenn Wheatly, patrocinador dels Sydney Swans. Es va mostrar interessat per Goodrem i li va aconseguir un contracte amb Sony als 15 anys. L'any següent, Goodrem va gravar una cançó, titulada I Don't Care, que va arribar al número 64 en les llistes de l'ARIA (Australian Recording Industry Association, organisme que agrupa la indústria de la música australiana). Tanmateix, l'àlbum del qual havia de formar part mai no es va publicar.
El 2002, va participar en la sèrie de televisió Neighbours, que va ser emesa a TV3 amb el títol de Veïns, fent el paper de Nina Tucker, cosa que va ajudar a rellançar la seva carrera com a cantant. Allà va presentar el seu primer èxit, la cançó Born To Try, que va arribar ràpidament al número 1 a Austràlia i al 3 al Regne Unit. Va ser el tercer senzill més venut del 2002 al país australià.
Després, va publicar el seu segon senzill, Lost Without You. També va ser un èxit, número 1 a Austràlia de nou i número 4 al Regne Unit. El març de 2003, va treure al mercat el seu primer àlbum d'estudi, anomenat Innocent Eyes. És, segons la mateixa Delta, un disc totalment autobiogràfic. Va arrasar a les llistes australianes, debutant al primer lloc i batent records de permanència, aconseguint durar al número 1 25 setmanes consecutives, superada només per Neil Diamond, amb 29 setmanes. Va ser el disc més venut a Austràlia el 2003, amb més d'un milió de còpies, i va arribar als tres milions per tot el món.
Not me, not I, que sortia al mercat l'estiu de 2003 mentre s'anunciava al món el càncer de Goodrem, es va convertir en el seu quart número 1 consecutiu, la qual cosa trencava el record de Kylie Minogue, que en posseïa tres.
Va deixar de treballar a Neighbours a principis d'octubre per sotmetre's a quimioteràpia, i va anunciar que trencava el contracte amb el seu mànager, Glenn Wheatly, i que el seu lloc passaria a ser ocupat per la seva mare, Lea Goodrem.
Un mes després, va triomfar a la gala anual dels ARIA Awards, els premis de la música australiana, enduent-se set guardons, entre ells el de 'Millor Artista Femenina', superant el rècord establert per Natalie Imbruglia, que va guanyar set l'any 1999. Al desembre, el seu single Predictable va convertir-se en el seu cinquè número ú consecutiu.
A finals de desembre del mateix any, Goodrem va anunciar que el seu càncer estava en remissió i a l'octubre de 2004 va llançar el primer senzill del seu segon àlbum, Out Of The Blue. Va debutar al número 1 a Austràlia i al 9 al Regne Unit. El seu segon àlbum, anomenat Mistaken Identity, parla sobretot de les experiències de Delta amb el càncer, denotant més maduresa.
Va aparèixer al mercat a principis de novembre, sent número ú de nou a Austràlia, entrant als deu millors a Nova Zelanda, però debutant al lloc 25 al Regne Unit. La cançó Almost Here, un duet amb el cantant irlandès Brian McFadden, va ser el seu següent senzill. Va entrar al número 3 al Regne Unit i va esdevenir el seu setè número 1 a Austràlia. Els seus següents senzills, Mistaken Identity, A Little Too Late i Be Strong van tenir un èxit moderat.
Al març de 2005, va protagonitzar una pel·lícula, Hating Alison Ahsley, que no va tenir massa èxit ni en les taquilles ni per part de la crítica.
Al juliol del mateix any, Goodrem es va embarcar en la seva primera gira, The Visualise Tour, que recorreria tota Austràlia. Al principi, va tenir crítiques per l'elevat preu de les entrades, que es va anar reduint. Quan va acabar la gira, 80.000 persones havien vist Delta en directe, per això el tour es va considerar molt reeixit i el novembre del mateix any sortia un concert en format DVD, The Visualise Tour: Live In Concert, que va convertir-se en número 1.
El 15 de març de 2006 Delta va presentar una nova cançó, Together We Are One, a la cerimònia d'obertura dels Jocs de la Commonwealth. La cançó va ser composta especialment per a l'ocasió i va comercialitzar-se com a senzill, arribant al número 2 de les llistes.
A finals de 2006 va llançar al mercat japonès una nova edició del seu primer àlbum, Innocent Eyes, amb cançons dels seus dos anteriors discos, més la cançó Flawed, pertanyent a la banda sonora de la pel·lícula japonesa Adiantum Blue. El CD va entrar al número 19 de les llistes japoneses, incloent els cantants japonesos, i al número 8 de la llista de cantants internacionals.
Actualment, Delta està treballant en les cançons del seu nou àlbum, previst per a mitjans o finals del 2007.

## Vida personal

### Càncer
El 8 de juliol de 2003 van diagnosticar-li un càncer que afectava al sistema immunològic, anomenat limfoma de Hodgkins. Com a part del tractament, va haver de passar per la quimioteràpia, que va ocasionar la pèrdua del seu cabell.
Durant la seva gira, Delta va agrair les mostres de suport rebudes i les cartes. La revista Australia Women's Weekly va publicar una entrevista exclusiva amb la cantant on parlava de la seva experiència: 'Jo, el 2002, ja estava notant els símptomes: pèrdua de pes, fatiga, insomni, ganglis al coll, etc. Ningú va veure'm els dies que jo estava realment malament i cansada. Tenia 18 anys quan em van diagnosticar el càncer i tenia un àlbum que era número 1 aquí i número 2 al Regne Unit. Va ser un any realment bipolar.'

### Relacions
Durant la seva estada a Neighbours, es va relacionar Goodrem amb un actor de la sèrie, Blair McDonough. S'ha especulat molt amb el fet que la seva cançó Not me, not I estigui estretament relacionada amb la seva ruptura.
El 2004, mentre el seu càncer anava remetent, Delta va iniciar una relació de nou mesos amb el tennista australià Mark Philipoussis. El single de Delta Out of the blue parla de la seva relació i de com ell la va ajudar i li va fer costat en aquells difícils moments. La relació es va acabar a causa d'unes suposades relacions del tennista amb altres dones abans de trencar amb Goodrem.
Després, Delta va iniciar una relació amb Brian McFadden, qui havia fet un duet amb ella a la cançó Almost Here. Al principi, els dos ho negaven, fins que finalment McFadden ho va admetre. Les males llengües deien que havien començat a sortir abans que el cantant trenqués el seu matrimoni amb una de les components del grup anglès Atomic Kitten, però els dos ho van negar categòricament.
Al maig de 2006, un diari va publicar que la mare de Goodrem li havia aconsellat trencar la relació amb McFadden, i que allò ja era un fet, però això també ha estat negat fortament pels dos.